# Elaenia gigas
Az Elaenia gigas a madarak osztályának verébalakúak (Passeriformes) rendjébe és a királygébicsfélék (Tyrannidae) családjába tartozó faj.

## Rendszerezése
A fajt Philip Lutley Sclater angol ügyvéd és zoológus írta le 1871-ben.

## Előfordulása
Az Andokban, Bolívia, Kolumbia, Ecuador és Peru területén honos. Természetes élőhelyei a szubtrópusi és trópusi síkvidéki és hegyi esőerdők, valamint száraz cserjések. Állandó, nem vonuló faj.

## Megjelenése
Testhossza 18 centiméter. Nemének legnagyobb faja.

## Életmódja
Rovarokkal és kisebb gyümölcsökkel táplálkozik.

## Természetvédelmi helyzete
Az elterjedési területe nagyon nagy, egyedszáma pedig növekszik. A Természetvédelmi Világszövetség Vörös listáján nem fenyegetett fajként szerepel.